# Liste von Parfümmuseen
Dies ist eine Liste von Parfümmuseen. Bekannte Parfümmuseen gibt es in:

## Deutschland
| Bezeichnung                                | Bild           | Standort | Bundesland          | Errichtung Einweihung | Weitere Informationen                                |
| ------------------------------------------ | -------------- | --- | ------------------- | --------------------- | ---------------------------------------------------- |
| Dufthaus 4711                              | weitere Bilder | Köln, Glockengasse 4 (Lage)                                                                                               | Nordrhein-Westfalen |                       | ; siehe auch 4711                                    |
| Parfuem-Museum                             |                | Mehlingen-Baalborn, Kehrstr. 18, auf dem Gelände der Grün Parfüm & Kosmetik Fabrikation (Landkreis Kaiserslautern) (Lage) | Rheinland-Pfalz     |                       |                                                      |
| Duftmuseum im Farina-Haus                  | weitere Bilder | Köln, Obenmarspforten 21 (Farina-Haus Johann Maria Farina gegenüber dem Jülichs-Platz) (Lage)                             | Nordrhein-Westfalen |                       |                                                      |
| Europäisches Flakonglasmuseum am Rennsteig |                | Kleintettau, Glashüttenplatz 1–7 (Landkreis Kronach) Koordinaten: 50° 25′ 45,5″ N, 11° 24′ 6,1″ O                         | Bayern              | 20.12.2008            | [ 2 ] [ 3 ] [ 4 ] [ 5 ]                              |
| DDR-Duft-Museum in Radebeul                |                | Radebeul (Landkreis Meißen)                                                                                               | Sachsen             |                       | [ 6 ] [ 7 ] [ 8 ] [ 9 ]                              |
| DDR-Duftmuseum 1949–1989                   |                | Kleintettau, Glashüttenplatz 1–7 (Landkreis Kronach) (Lage)                                                               | Bayern              |                       | 2.727 Objekte zur Parfüm- und Kosmetikkultur der DDR |

## Weitere
| Bezeichnung                                                                   | Bild           | Standort                                                                  | Staat       | Errichtung Einweihung | Weitere Informationen        |
| ----------------------------------------------------------------------------- | -------------- | ------------------------------------------------------------------------- | ----------- | --------------------- | ---------------------------- |
| Holländisches Parfümflaschen Museum (Nederlands Parfumflessen Museum)         | weitere Bilder | SE Winkel, Bosstraat 2 (Hollands Kroon, Provinz Nordholland) (Lage)       | Niederlande |                       | existierte von 1989 bis 2017 |
| Museu del Perfum                                                              | weitere Bilder | Barcelona, Passeig de Gràcia 39 (Katalonien) (Lage)                       | Spanien     | 1961                  | [ 13 ]                       |
| Internationales Museum der Parfümerie (Musée internationale de la Parfumerie) | weitere Bilder | Grasse, 2 boulevard du Jeu de Ballon (Département Alpes-Maritimes) (Lage) | Frankreich  | 1989                  | [ 14 ]                       |

### Frankreich
- Fragonard Musée du Parfum, 9 rue Scribe, 75009 Paris
- Galimard, 73 Route de Cannes, 06131 Grasse
- Osmothèque de Versaille, 36 Rue du Parc de Clagny, 78 000 Versailles
- Musée du Flacon a Parfum La Rochelle, 33 rue du Temple, 17000 La Rochelle
- Musée des Arômes et du Parfum, Ancien chemin d`Arles, 13690 Graveson-en-Provence